# 法律哲学
法律哲學（英語：Philosophy of law），又稱法哲學，是哲學在法律領域中的一個分支。正如科學哲學、政治哲學等哲學分支一樣，法律哲學是一門對法律現象、法學的基礎信念乃至對法學本身進行反思的學問。隨著法學在世界各地的發展，在不同的場合或學術脈絡之下，法律哲學又被稱為法理學（Jurisprudence）、法律理論（Legal theory），有時更會被歸入基礎法學（Fundamental legal studies）當中。儘管這些名詞所代表的學術領域並不完全相同，英國、美國等英美法系國家的學者仍普遍習慣將法理學作為法律哲學的代名詞；而在德國等歐陸法系的國家，即使學者們為以上各個名詞的內容和概念作出了相對嚴格的劃分，但在應如何區分法律哲學和法律理論的問題上，仍然存在著一定爭議。

## 法律哲學：作為一種術語

### 法哲學與法理學
「法哲學」一詞與「哲學」一樣，都是在日本學者翻譯之下從西方文明進入漢字體系。
在十九世紀的東京帝國大學，出現了名為「法理學」的課程（該課程之前的名稱為「法論」）；其內容也相當於當時日本學界所稱之法哲學。當時擔任該課程教席、時年二十五歲的穗積陳重曾於其《法理學大綱》一書中說明了何以在課程名稱上要用法理學代替法哲學。穗積陳重曾留學英國；受到亨利·梅因歷史法學派（請參考：古代法）的影響，因而較重視實證法研究。但當時歐陸法哲學因受黑格爾影響，以抽象及形上學為其特色，故穗積陳重認為法哲學一詞過於強調一種形上學的色彩，忽略了其研究法律根本原理之面目，便另以英美之Jurisprudence將法哲學翻譯為「法理學」。
今日對哲學一詞的一般認識，已不像十九世紀末的日本學界一般將其等同於形上學。然而在中文的語境中，由於學術界長期使用法理學此一譯名來指稱法哲學，因此，法理學和法律哲學這兩個術語時有混用的情形。從詞源的考察上來說，法理學與法律哲學兩詞的意涵是不同的；因此，在更為嚴謹意義上的探討之中，必須對兩者之區分予以注意。

### 法理學與基礎法學
至於基礎法學一詞並非是一個精確的學術用語，法學之基礎是否相當於基礎法學通常所包含的法律哲學、法律史、法律社會學等等，可能會引起爭論。
基礎法學的內容通常指的是法學和其他學術領域的交錯，或者以其他學術領域之成果和方法對法學或者法律進行反省和探索，一般來說基礎法學比法律哲學所包含的範圍來得廣，我們可以將台灣法理學學會章程所指的法理學清單整理如下。
法理學所涵蓋的範圍有：
1. 法律哲學和法理論。子項目可大致分為（僅為列舉）：
  - 法認識論、法學方法論與法律及規範邏輯。
  - 倫理學、政治哲學、社會哲學、實踐哲學等之研究與法律、制度或正義等問題相關者。
  - 法律思想史。
2. 法律之各種社會或自然科學研究，如：
  - 法律社會學
  - 法律人類學
  - 法律心理學
  - 法律經濟學
  - 比較法學
  - 法律文化研究
  - 法律性別研究
  - 法控制學
  - 法資訊學等。
3. 其他與法律有關之基礎理論研究者。

不過這個法理學的內容涵蓋毋寧比較適合「基礎法學」，或者我們以法律學者定義時常採用的廣義狹義分類，這是一種「廣義的法理學」，而「狹義的法理學」指的仍是法律哲學，也就是上述分類的第一款。

## 發展
從政治哲學到法律哲學，從哲學家的法律哲學到法律人的法律哲學，從法哲學（法理學）到法理論。

## 當代法律哲學的重要問題

### 什麼是法律 ？
法律哲學簡單說來是對法律所進行的哲學反思和探討，所以最基本也是最重要的一個法律哲學問題就是：什麼是法律？這個問題最直接也最素樸的答案就是，被訂定在法典之中的法條就是法律。但是法律所指涉的其實並不僅止於法條文字，其所包含的是複雜的制度運作與社會現象，所以「法律是什麼」才會成為一個看似簡單，實又極為多元複雜的法律哲學問題。
因為法律牽涉到人類社會中的群體活動，所以法律（Law）不像是科學中的定律（Scientific Laws），定律是否成立，只要觀察其是否符合自然現象即可（不過科學定律可能也還是受到其他學術成果所規範，如數學，一個有趣的問題是：數學是自然現象嗎？）。我們知道中華民國的《道路交通管理處罰條例》中規定，騎車未戴安全帽需依該法第三十一條規定，處駕駛人新臺幣五百元罰鍰。但其實台灣在台北縣市以外的地區我們還是很容易看到不戴安全帽的民眾，甚至警察也不一定很積極的取締違反這項規定的民眾，不管從民眾（被規範者）的觀點，或是從警察（執行規範者）的觀點，如果我們以自然科學定律的標準來看，《道路交通管理處罰條例》第三十一條似乎在台灣的許多地方都沒有用，那麼我們能不能就像對待不符合自然現象的科學定律一樣淘汰這條法律呢？
科學定律（Scientific Laws）和人類社會的法律（Laws）的不同之處在於，科學定律在於描述、解釋甚至預測自然現象，人類社會的法律其主要功能並非在於解釋和描述社會現象（雖然我們的確可以透過法律來描述、解釋和預測政府執法機關和人民的行為），法律的功能在於規範人類的行為，所以我們並不單純從其是否符合社會現象來判斷其是否成立。這邊我們可以導入“法律效力”的觀念，法律效力的有無（法律有效或者無效）並非以是否和事實相符來做判斷。但如此一來我們要以什麼作為法律效力的判準呢？這個問題已碰觸到了「法律是什麼」的核心，正義、道德、效率、政治、權威、種種不同的標準型塑出不同的法概念，也訴說著不同風貌的法哲學。這一點可說是思考法律一個很好的起點，也顯示出法律和其他領域“律則”（尤其是科學定律）的不同。

## 法律哲學家及其思想

### 西方法哲學發展

#### 古希臘時期

##### 濫觴
此時期法哲學著重於法價值論，而以自然法論為主，探討正義為客觀或主觀的產物。最早的畢達哥拉斯認為正義是客觀存在的，如同正方形或是任何數之平方，具有客觀一致的特性，正義亦是原本已存於人心。而赫拉克利特亦主張萬物皆經常不斷改變型態，但仍有一定的理法可依循，而自然的理法即是正義的標準。

##### 蘇格拉底
在接續前揭正義為客觀或主觀之論戰下，蘇格拉底提出折衷說，認為正義並非全然客觀或主觀，因正義之判斷雖係個人主觀認定，但眾人間仍有高度一致性。另強調守法的重要性，認為縱使為惡法亦好過無法，遵守法律、秩序即是正義之表現。

##### 柏拉圖
柏拉圖對於正義之判斷採直觀主義之立場，認為雖然正義是客觀的存在，但正義並不能僅根據自然理法加以發現，必須藉由學者或哲學家以直觀的理性來加以認識。

##### 亞里斯多德
亞里斯多德以「本質論」做為認識正義的方式而大致贊同客觀說，認為世上每件事物皆有其成為該事物不可或缺的本質，而要認識事物需從事物背後的本質加以了解，唯有從事物本質獲得的知識才是真正的知識。而根據其概念，認為法律體現正義，而正義意味某種平等，進而以「分配的正義」及「平均的正義」兩種類型加以觀察，且論及自然法和實證法區分問題。

#### 古羅馬時期
到了中古時期，羅馬文化受到希臘斯多亞學派的影響，其中最重要的自然法論者西塞羅提出的自然法學說認為：「真正的法律是和自然一致的正當理性，它是普遍適用的、不變的和永恆的，它命令人盡本份，禁止人們為非作歹」。這套思想成為羅馬統治者的正統思想，與當時的公民法和萬民法結合，使自然法思想開始出現於法制上。

#### 封建時期
在西歐中世紀，法學和其他思想都是神學世界觀的展現。托馬斯·阿奎那是當時最重要的神學家；因深受西塞羅及亞里斯多德影響，其神學理論中具有當時最有系統的神學法律思想。他認為法律是對於種種有關公共幸福事項的合理安排，由任何負有管理社會之責的人予以公布，其理論在十九世紀末由教宗良十三世宣布成為代表聖座的官方學說。他根據神學思想將法律分為以下四種：

##### 永恆法（lex aeterna）
永恆法是上帝的統治計畫，世間一切萬物皆受此最高法律所支配。
法學家吳經熊認為：「永恆法是『神的睿智』的另一名稱，所以它該是絕對完全而不容任何變更，也談不上什麼成長。」，「雖然自然法是導源於永恆法(eternal law)，但是它絕不能與永恆法混為一談，否則將重蹈十七、八世紀所有自然法學派的覆轍。」。

##### 自然法（lex naturalis）
凡人並無法知曉完整的永恆法內容，但基於理性之存在，仍可了解部份永恆法內容，而自然法即是指理性動物對於永恆法不完全的反映，僅有永恆法的某些原則，而這其中最基本的規則即是行善避惡。
永恆法是「神的睿智」的別稱，不容任何變更。而自然法是神的睿智在人性上的烙印。阿奎那認為，自然法是人類理性對永恆法的參與，惟人類的理性並不完善，不能對神的睿智的啟示完全參與，只能作局部而有瑕疵的參與。然而，人類的理性，自然而然的，逐漸地從比較不完善，進化到比較完善的程度。因此，人類理性參與永恆法的能力，也在逐漸成長。
吳經熊認為，自然法是一切法律之基礎，但自然法不是一成不變的東西，而是與時俱進的有機體。因此，其法律哲學可以用「在進化中的自然法」來概括。

##### 神法（lex divina）
神法是上帝透過聖經所啟示人類的法律，用以補充較為抽象的自然法。

##### 人法（lex human）
一種以公共利益為目的之合乎理性的法令，由負責管理社會之人制定和頒布。簡言之即指由世俗統治者所制定之法律。

#### 十七世紀至十八世紀
由於教會日漸腐敗，新興資產階級出現反對封建壓迫、民族壓迫及宗教神學等等的聲浪，當時的學者乃強調自我發現及對人的理性的追求，不再訴諸於神的睿智，而轉訴諸人的理性，成為古典自然法學派(理性主義的自然法)。古典自然法學者諸如霍布斯、洛克、盧梭、孟德斯鳩等，各自提出不同見解。其中值得注意的是至此西方政治和法律思想史中已明顯存在兩種不同的傾向：以霍布斯為代表的國家主義及以洛克和孟德斯鳩為代表的個人主義、自由主義。

#### 十九世紀
古典自然法學派衰弱後，繼起的法哲學學派以德國的歷史法學派、唯心主義學派和英國的分析學派三者為主；而當時的歷史條件深刻地影響了這三種學說的產生。十九世紀初德國仍是政經相當落後的國家，資產階級尚未崛起，仍由封建貴族統治。但同年代的英國，工業革命已有重大成就，而資產階級則握有統治權，並進行著有利於自身的法律及政治改革。

##### 德國歷史法學派
胡果為創始人，但主要觀點則由其學生薩維尼提出。歷史法學派在19世紀初所代表的是封建統治者的利益，支持舊有的習慣法而反對制定新的、統一的法律。其後發展為以薩維尼為首及以艾希霍恩為首的兩不同派別。到20世紀初，歷史法學派已融入實證主義法學及法律社會學等。

歷史學派的特點：
1. 歷史進化的程序，可以當作法律進化的程序：此派以黑格爾派為哲學上的立足點。黑格爾派哲學認為「歷史是記載我們人類發展的程序和文化發展的程序」。
2. 研究的出發點與分析學派不同：分析學派研究現成的法律，而歷史學派從歷史中找出法律，注意歷史上關於法律各方面進化的程序。
3. 薩維尼承認法律有其生長背景：這個背景，就是群眾人類生活習慣。他認為「法律是從歷史方面找出的，是漸漸生長的，不是幾個人任意創設的。因為我們從最初未開化的時代，漸漸進步到了有組織性的家族，由家族成為部落，更由部落組織成國家，人類的文化，靠這種漸漸的發展，才能大概粗論。所以法律決不是一個人或者幾個聰明人為我們創造的，完全是由我們群眾生活的習慣，使它自然生長。」。所以，雖然立法者定出法律，但法律不是立法者所造出來的，立法者只是把已經有的社會上群眾生活的習慣，加以整理，以文字表達。

##### 德國古典唯心主義
以康德、費希特、黑格爾等人為主，學說帶有國家主義的色彩。

##### 英國分析法學派
創始人約翰·奧斯丁承繼邊沁的功利主義思想，以研究實證法為主，此亦是「惡法亦法」的起源。

此派重要主張有：
1. 宇宙間有兩種法則：自然律、人為規則。
2. 法律必有共同之當然觀念。

有關自然律，人類無能為力；人為規則，區分為道德與法律。法律之當然觀念是由比較分析方法所得出，即：比較所有已存在之法律制度，析出共同之觀念。例如「法律」的觀念如下：不同於勸告，是對外表行為的命令；並非自然發展，乃由某組織體特意制定；若違反之，有某組織體之強制力量施以制裁。

此派主張容易了解，但有些問題：
1. 法律並非都是由人故意制定：亨利梅因旅行印度，發現有一種村莊的法律(Village Laws)，「這種法律，是沒有人制定的，可是事實上人人都服從的。」。
2. 法律並非均有強制力：此派不承認國際公法為法律，認為這只是幾個哲學家的空中樓閣罷了。
3. 未注意到法律應該從民眾心理自由流露、必須是人類信仰的結晶：立法者可以蒐集所有書籍，任憑理想東採西節來制定出法律，但若根本違背人情風俗習慣，不是人們所信仰，卻要強制適用，法律的效力，勢將一天一天的退化，成為「紙上」的法律。

#### 現代

##### 當代重要的法哲學流派及學者
- 新自然法學及法價值論：古斯塔夫·拉德布鲁赫、富勒、德沃金、阿列克西
- 實證主義法學：凱爾森、哈特、约瑟夫·拉兹
- 法律社會學
- 其他法律理論：[6]法律經濟學－波斯納、批判法學...等

## 學術組織
國際法哲學與社會哲學學會為法哲學領域最重要的世界性學術組織。1909年創立於德國，原名為國際法哲學與經濟哲學學會，後改為現名。

## 外部連結
- 法理學經典導讀系列演講 （页面存档备份，存于） （由台灣法理學會、台灣法學會與台大人權暨法理學研究中心共同提供）